# Rakiewo
Rakiewo (lit. Rėkyvos ežeras) – jezioro w północnej Litwie, w okręgu szawelskim, ok. 7 kilometrów od miasta Szawle.